# Jj (группа)
jj — шведский инди-поп-дуэт из Валлентуны, пригород Стокгольма, выпускающийся на независимом гётеборгском лейбле Sincerely Yours. Основан в 2009 году Йоакином Беоном и Элин Кастландер.

## История
Дебютный сингл jj под названием jj n° 1 вышел в начале 2009 года. Спустя несколько месяцев лейблом Sincerely Yours, основанном гётеборгской группой The Tough Alliance, был выпущен дебютный альбом, jj n° 2. Сингл и альбом были оценены на сайте Pitchfork оценками 8 и 8.6 из 10 соответственно. 24 декабря 2009 года группа подписала контракт с американским лейблом Secretly Canadian, и в то же время назначили дату выхода второго полноформатного альбома. Альбом jj n° 3 был выпущен в США и Швеции 9 марта 2010 года, а группа, в зависимости от месторасположения, продолжила одновременно работать сразу с двумя звукозаписывающими лейблами — Sincerely Yours и Secretly Canadian.
Помимо собственных релизов, коллектив записал несколько кавер-версий, в числе которых оказались «Troublemaker» Эйкона, «Birthday Sex» Джеремайи и заглавная песня телесериала Welcome Back, Kotter. Все они были бесплатно выпущены в интернете. После выхода второго альбома, марта по апрель 2010 года, jj отправились в турне по США вместе с британской группой The xx. После сотрудничества с The xx, jj отправились в самостоятельный тур, дав несколько концертов в Италии, Франции, Бельгии и других европейских странах.
Следующим релизом группы стал микстейп Kills, выпущенный накануне Рождества 2010 года на официальном сайте Sincerely Yours и доступный для свободного скачивания В феврале 2011 года jj были приглашены дать несколько концертов в Гонконге и Сингапуре. Их живое выступление в Сингапуре было записано, а первый трек, «Let Them», позже был выпущен бесплатно в составе сингла «jj Live in Singapore». В конце марта 2011 года группа сотрудничала со шведским музыкантом Ивом Сент-Лоренцем во время работы над ремиксом сингла «Bullets» группы Rebecca & Fiona, который получил название «The End of the World». Песня jj «My Life» стала саундтреком официального трейлера игры Battlefield 3, который вышел в апреле 2011 года.
Летом 2011 года группа сотрудничала вместе с американским R&B-исполнителем Ne-Yo. Результатом работы стала «We Can’t Stop», вышедшая в рамках серии релизов Adult Swim Singles Program 2011. Помимо этого, для музыкального журнала The Fader они записали трек «Cheers (jj’s Save Our Souls Remix)» вместе с американским рэпером Don Trip.

## Дискография

### Студийные альбомы
- jj n° 2 (2009)
- jj n° 3 (2010)
- V (2014)

### Микстейпы
- Kills (2010)

### Синглы и EP
- jj n° 1 (2009)
- a jj 12" (2009)
- jj n° 4 (2012)
- High Summer (2012)